# Потапенко, Надежда Викторовна
Наде́жда Ви́кторовна О́сипова (Пота́пенко) (род. 8 декабря 1990 года, Новокузнецк) — российская гандболистка, разыгрывающая звенигородской «Звезды». Мастер спорта России.

## Спортивная карьера

### Клубы
- 2006—2008 —  «Звезда-2» (Звенигород)
- С 2008 года —  «Звезда» (Звенигород)

## Достижения
- 2-кратная обладательница Кубка России (2011, 2014).
- Чемпионка мира среди юниорок 2008 года.
- Бронзовый призёр молодёжного ЧЕ 2009 года.
- Серебряный призёр чемпионата России 2009.
- Обладательница Суперкубка России (2014).
- Обладательница Zvezda Handball Cup (2018)
- Бронзовый призёр Кубка России (2018)